# Porto Real do Colégio
Porto Real do Colégio – miasto w Brazylii, w stanie Alagoas. W 2010 roku liczyło 6950 mieszkańców.